# Anetia euryale
Anetia euryale är en fjärilsart som beskrevs av Carl Heinrich Hopffer och Johann Christoph Friedrich Klug 1836. Anetia euryale ingår i släktet Anetia och familjen praktfjärilar. Inga underarter finns listade i Catalogue of Life.